# '88
(Esseri umani)
'88 è il quattordicesimo album in studio della cantante italiana Marcella Bella, pubblicato nel 1988.

## Il disco
L'album, il primo inciso su etichetta Ricordi, è stato pubblicato dopo la partecipazione di Marcella al Festival di Sanremo 1988 con Dopo la tempesta, scritta da Alberto Salerno e Gianni Bella, autori di molte canzoni dell'album.
Oltre al pezzo sanremese, viene utilizzato per promuovere l'album anche Il colore rosso dell'amore, singolo estivo che partecipa al Festivalbar.

## Tracce
1. Dopo la tempesta (testo: Alberto Salerno – musica: Gianni Bella)
2. La mia fede (testo: Alberto Salerno – musica: Gianni Bella)
3. Per gioco, per complicità (testo: Antonio Bella – musica: Rosario Bella)
4. Come John Wayne (testo: Antonio Bella – musica: Gianni Bella)
5. Esseri umani (testo: Alberto Salerno – musica: Gianni Bella)
6. Il colore rosso dell'amore (testo: Mogol – musica: Gianni Bella)
7. Domenica (testo: Alberto Salerno – musica: Gianni Bella)
8. Quando verrai (testo: Alberto Salerno – musica: Gianni Bella)
9. Un canto del Brasile (testo: Alberto Salerno – musica: Gianni Bella)

## Formazione
- Marcella Bella – voce
- Phil Palmer – chitarra
- Peter Van Hooke – batteria
- Andy Bown – basso
- Laszlo Bencker – tastiera, programmazione
- Frank Ricotti – percussioni
- Bob Noble – tastiera